# Heinrich Borwin I. (Mecklenburg)

Siegel von Heinrich Borwin I., 1219

Heinrich Borwin I., Herr zu Mecklenburg († 28. Januar 1227) aus dem Haus Mecklenburg war von 1178 bis zu seinem Tode 1227 Souverän der Herrschaft Mecklenburg.
Neben der latinisierten Form des Namens Borwin, Burwinus, Borwinus oder Boriwinus wird er auch 1219 von seinen Söhnen Buruwe genannt. Er wird auch als Henricus Buruwi, Heinricus Buriwoi, Hinricus Burwy (Burwi) erwähnt.
Heinrich Borwin I. war der Sohn des Abodritenfürsten und Herrn zu Mecklenburg Pribislaw aus dessen erster Ehe mit einer unbekannten slawischen Adeligen. Nach dem Tod seines Vaters am 30. Dezember 1178 bei einem Turnier am Hof des sächsischen Herzogs Heinrichs des Löwen in Lüneburg trat er dessen Nachfolge an. Er war mit Mathilde verheiratet, einer Tochter Heinrichs des Löwen aus dessen außerehelicher Verbindung mit Ida, einer Tochter des Grafen Gottfried von Blieskastel. Aus dieser Ehe gingen mit Nikolaus II. († 1225) und Heinrich Borwin II. († 1226) zwei Söhne hervor. In zweiter Ehe war Heinrich Borwin I. mit einer ansonsten unbekannten Adelheid verheiratet. Mit dieser hatte er eine Tochter Elisabeth († 1265), ab 1241 Äbtissin im Kloster Wienhausen.
Heinrich Borwin stand jahrelang im Krieg mit seinem Vetter Nikolaus I., Sohn von Wertislaw, in dem ihn sein Schwiegervater nicht mehr unterstützen konnte. Dieser Familienkrieg in Mecklenburg und die fehlende Hilfe von außen verschafften dem dänischen König Knut VI. die Möglichkeit, seine Position an der Ostsee auszubauen.
Den Dänen gelang es, Heinrich Borwin in Haft zu nehmen, woraufhin er sich – ebenso wie Nikolaus I. – als Vasall unterwarf und den Dänen Rostock abtrat. Dieses erhielt er im Jahr 1200 als Lehen zurück. 1201 beteiligte er sich an der Schlacht bei Stellau. Als Dank dafür erhielt er 1203 Gadebusch und Ratzeburg als Lehen. 1218/19 unterstützte er Dänemark bei der Eroberung Livlands und 1225 bis 1227 gegen die Schauenburger.
Auf Heinrich Borwin geht die Neugründung der Städte Rostock und Wismar zurück, sowie die Stiftung der Klöster in Dobbertin, Tempzin und Neukloster. Ebenso gilt er zusammen mit seinem Sohn Heinrich Borwin II. (Mecklenburg) als Stadtgründer von Parchim und Plau am See.